# 锡德里克·亨特
锡德里克·R·亨特（英語：Cedric R. Hunter，1965年1月16日—），美国NBA联盟前职业篮球运动员。